# Aphidius liriodendrii
Aphidius liriodendrii är en stekelart som beskrevs av Liu 1977. Aphidius liriodendrii ingår i släktet Aphidius och familjen bracksteklar. Inga underarter finns listade i Catalogue of Life.